# Hudsons canastero
De Hudsons canastero (Asthenes hudsoni) is een zangvogel uit de familie Furnariidae (ovenvogels).

## Verspreiding en leefgebied
Deze soort komt voor van zuidelijk Brazilië tot Uruguay en oostelijk Argentinië. Deze vogel is genoemd naar de Engels-Argentijnse ornitholoog en schrijver William Henry Hudson (1841-1922).

## Status
De grootte van de populatie is niet gekwantificeerd maar de soort wordt omschreven als schaars tot plaatselijk vrij algemeen. Omdat de populatie-aantallen vrij snel achteruitgaan door habitatverlies heeft deze soort op de Rode lijst van de IUCN de status gevoelig.